# Guss Mattsson
Gustaf "Guss" Otto Mattsson, född 7 oktober 1873 i Bremerhaven, död 26 november 1914 i Helsingfors, var en finländsk publicist och författare och naturvetenskapsman.

## Biografi

### Familj
Guss Mattsson var son till sjökapten Gustav Edvard Mattsson från Åbo, som var befälhavare på skeppet ”Hoppet” av Åbo vid sonens födelse. Hans mor var Amelie (Mia) Brunström från Newcastle, men som hade rötter både i Nykarleby och på Irland. När de gifte sig var Amelie bara 19 år gammal och hon beskrivs som en mycket begåvad, temperamentsfull och vacker kvinna. Guss Mattsson hann dessvärre inte lära känna sin mor, eftersom hon blev sjuk och avled några månader efter hans födelse. Därför har han inte heller några helsyskon eftersom han var parets första barn. Han fick sedan två halvsyskon. Edit Maria Augusta Mattsson, född 1888 och Gunnar Björn Edvard Mattson, född 1889. Sina första levnadsår tillbringade Mattsson med sina morföräldrar i Newcastle, medan hans far var ute till sjöss och arbetade.
När fadern fick jobb på ett skepp som seglade mellan Lübeck och Åbo bosatte de sig i Lübeck och den unge Guss togs om hand av sin faster Maria, som blev en mycket viktig person i hans liv och hon var också den person som stod honom närmast. När Guss var sju år gammal flyttade han tillsammans med sin far till Åbo där familjen sedan bosatte sig i och med att fadern fått jobb där.

### Studier
Vid nio års ålder började Guss Mattsson i Åbo svenska klassiska lyceum och det visade sig snabbt att han var begåvad. 1891
gick han ut skolan med toppbetyg. Han fortsatte sina studier i Helsingfors där han började studera arkitektur vid Polytekniska institutet i Helsingfors, men bytte småningom linje till kemi på grund av ett nyväckt intresse för naturvetenskaper. Samtidigt började han också gå kurser vi Helsingfors universitet och läste bland annat matematik, mineralogi och geologi. Mattsson utdimitterades som diplomingenjör från Polytekniska institutet i Helsingfors 1895. Men han valde då att fortsätta sina vetenskapliga studier vid Helsingfors universitet.  Han fungerade som lärare i kemi vid Polytekniska institutet från 1899, där han sedan undervisade resten av sitt liv, och var docent i kemi vid Helsingfors universitet  från 1906.

## Intressen
Förutom sin vetenskapliga begåvning hade Guss Mattsson många andra intressen och beskrivs ofta som mångkunnig och talangfull. Han var en duktig tecknare och duktig på att spela piano, tack vare undervisning han fått sedan han var liten. Han fungerade under en tid som Akademiska sångföreningens dirigent och också som nationskurator.
Trots att han inte hade så stort intresse för politiskt arbete i praktiken blev han uppställd som kandidat av den ungsvenska gruppen och blev vald som representant till lantdagen. Han deltog i lantdagarna 1904–05 och 1905–06 som representant i borgarståndet för Kaskö stad. Vid den senare arbetade han för en järnväg till Kaskö och Sydösterbotten och fick sin vilja igenom. Järnvägen till Kaskö började byggas.

## Slutskedet av livet
1906 insjuknade Guss Mattsson i lungtuberkulos. Han vistades en längre tid på ett sanatorium, men hade inte tålamod att vila och återvände i förtid tillbaka till sina arbetsuppgifter i Helsingfors. Förutom på rastlösheten berodde detta också på hans ekonomiska situation.
Han fortsatte sitt arbete, men på grund av fortsatt vacklande hälsa ansåg läkarna att han borde dra ner på arbetstakten. 1910 försämrades hans hälsa åter och han måste läggas in på sanatorium igen. Sju månader senare återvände han hem, men även denna gång skulle läkarna ha velat ha honom kvar längre.
Han drabbades även av struptuberkulos och 1913 var han tidvis så hes att han var tvungen att anställa vikarier till sina föreläsningar för att hans röst inte höll.
När utgivningen av ”Dagens tidning” avslutades led han ofta av feber och heshet.
Hans hälsa försämrades hela tiden, men han fortsatte att skriva sina kåserier ända fram till sin död. I november 1914 avled han 41 år gammal.

## Kuriosa
I Kaskö finns en gata namngiven efter Guss Mattsson för att visa på den betydelse som han haft för staden och dess invånare.